# Ligament apical de l'odontoïde
Le ligament apical de l'odontoïde est un ligament de l'articulation atlanto-axoïdienne médiane
Il s’insère au sommet du processus odontoïde de l'axis (C2) et au bord antérieur du foramen magnum. il passe dans l'intervalle triangulaire formé par les ligaments alaires.
Il est intimement lié à la membrane atlanto-occipitale antérieure et au ligament transverso-occipital.
Il est considéré comme un fibrocartilage intervertébral rudimentaire, et des traces de la notochorde peuvent y persister.